# Вотербери (Вермонт)
Вотербери (енгл. Waterbury) град је у америчкој савезној држави Вермонт.

## Демографија
По попису из 2010. године број становника је 1.763, што је 57 (3,3%) становника више него 2000. године.
| Група             | 2000.         | 2010.         |
| Белци             | 1.652 (96,8%) | 1.678 (95,2%) |
| Афроамериканци    | 4 (0,2%)      | 12 (0,7%)     |
| Азијати           | 15 (0,9%)     | 21 (1,2%)     |
| Хиспаноамериканци | 10 (0,6%)     | 20 (1,1%)     |
| Укупно            | 1.706         | 1.763         |